# Berberis koreana
Espèce
Classification phylogénétique
Berberis koreana, le berbéris de Corée, est une espèce de plantes à fleurs du genre Berberis et de la famille des Berberidaceae. C'est un arbuste épineux endémique de Corée (poussant principalement dans le nord de la péninsule).

## Description
C'est un buisson dense, mesurant jusqu'à 2m. Le feuillage caduc à semi-persistant est vert l'été, mais se devient rouge en automne.
Les fleurs, jaunes, apparaissent mai en grappes de 10 à 20.
Les fruits sont rouges, ovales, et persistent l'hiver.
Des épines groupées par 3 ou 5 se trouvent en dessous des feuilles.
Le berberis de Corée supporte des températures de -15 °C.